# Malé Leváre
Malé Leváre jsou obec na Slovensku v okrese Malacky. V obci žije přibližně 1 800 obyvatel. První písemná zmínka o obci pochází z roku 1377.